# خاواز
خاواز یک روستا در ایران است که در دهستان مود شهرستان سربیشه واقع شده‌است. خاواز بیش از 300 نفر جمعیت دارد. این روستا به دلیل قدمت تاریخی و طبیعت سرسبز و دلنشین جز روستاهای بسیار زیبای این منطقه محسوب می‌شود.